# إنريكو ديل براتو
إنريكو ديل براتو (بالإيطالية: Enrico Del Prato)‏ هو لاعب كرة قدم إيطالي في مركز الوسط، ولد في 10 نوفمبر 1999 في بيرغامو في إيطاليا. شارك مع منتخب إيطاليا تحت 16 سنة لكرة القدم ومنتخب إيطاليا تحت 19 سنة لكرة القدم ومنتخب إيطاليا تحت 20 سنة لكرة القدم ومنتخب إيطاليا تحت 21 سنة لكرة القدم. أما مع النوادي، فقد لعب مع أتالانتا ونادي ليفورنو.

## وصلات خارجية
- إنريكو ديل براتو على موقع قاعدة بيانات كرة القدم.إي يو (الإنجليزية)
- إنريكو ديل براتو على موقع Soccerbase.com (لاعب) (الإنجليزية)
- إنريكو ديل براتو على موقع Soccerway.com (الإنجليزية)
- إنريكو ديل براتو على موقع عالم كرة القدم.نت (الإنجليزية)